# Allenoconcha perdepressa
Allenoconcha perdepressa är en snäckart som beskrevs av Preston 1913. Allenoconcha perdepressa ingår i släktet Allenoconcha och familjen Helicarionidae. Inga underarter finns listade i Catalogue of Life.